# Trias energetica
De Trias Energetica (eerder bekend als Trias Energica) is een driestappenstrategie om een energiezuinig ontwerp te maken. Deze strategie werd in 1979 ontwikkeld door de studiegroep StadsOntwerp en Milieu (SOM-1) aan de TU Delft onder leiding van Kees Duijvestein en gepubliceerd in het tijdschrift BOUW. In 1996 heeft Erik Lysen vanuit de Nederlandse Onderneming voor Energie en Milieu (Novem, een van de voorlopers van Agentschap NL) de drie stappenstrategie internationaal geïntroduceerd. In 2011, in zijn afscheidsrede gaat hij daar nogmaals op in.
De drie stappen van de Trias Energetica zijn basisvuistregels bij het duurzaam ontwerpen van gebouwen. Deze drie stappen zijn:  
1. Beperk het energieverbruik door verspilling tegen te gaan; bijvoorbeeld een compacte gebouwvorm of door isolatie van de buitenschil (gevels, daken en vloeren).
2. Maak maximaal gebruik van energie uit duurzame bronnen, zoals wind-, water-, en zonne-energie; bijvoorbeeld door installatie van een zonneboiler of zonnepanelen.
3. Maak zo efficiënt mogelijk gebruik van (fossiele) energiebronnen om in de resterende energiebehoefte te voorzien; bijvoorbeeld door lage temperatuurverwarming (vaak in de vorm van vloerverwarming), het beperken van leidinglengten van warmwaterleidingen en leidingweerstand van verwarmings- en ventilatiesystemen of het gebruikmaken van een warmtepomp.

## Aanvullende bron
- "Milieu voorop bij uitwerking van een globaal bestemmingsplan", Hans Korbee, Bert Smolders en Frank Stofberg, TH Delft, afd. Bouwkunde, in: BOUW, no. 22, 27 oktober 1979.